# Kanton Marseille-Belsunce
Kanton Marseille-Belsunce (fr. Canton de Marseille-Belsunce) je francouzský kanton v departementu Bouches-du-Rhône v regionu Provence-Alpes-Côte d'Azur. Tvoří ho část města Marseille a zahrnuje části městských obvodů 1 a 3.

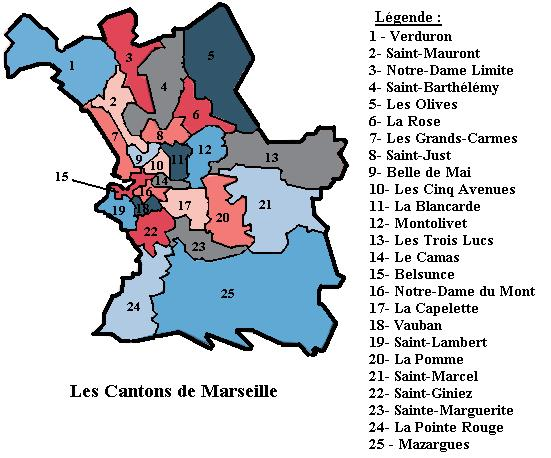
Kantony města Marseille